# Ion oxoni
Trong hóa học, một ion oxonium là bất kỳ cation oxy có ba liên kết. Ion oxonium đơn giản nhất là hydronium H3O+.

## Alkyloxonium
Hydronium là một trong chuỗi các ion oxonium có công thức R3−nHnO+. Oxygen thường là dạng kim tự tháp với sự lai hóa sp 3. Những ion có n = 2 được gọi là các ion oxon chính, ví dụ là methanol bị proton hóa. Các ion hydrocarbon oxonium khác được hình thành bằng cách proton hóa hoặc kiềm hóa rượu hoặc ether (R − C− R1 R2). Trong môi trường acid, nhóm chức oxonium được tạo ra bằng cách proton hóa rượu có thể rời khỏi nhóm trong phản ứng tách E2. Sản phẩm này là một alken. Điều kiện là môi trường acid, nhiệt độ và nước thường được yêu cầu.
Các ion oxonium thứ cấp có công thức R2OH +, ví dụ là các eter proton.
Tertiary có công thức R3O +, một ví dụ là trimethyloxonium. Muối alkyloxoni bậc ba là tác nhân kiềm hóa hữu ích. Ví dụ, tetrafluorur triethyloxonium (Et
3O+
) (BF−
4), ví dụ, một chất rắn tinh thể màu trắng, có thể được sử dụng để sản xuất ester ethyl khi các điều kiện của phản ứng ester hóa Fischer truyền thống là không phù hợp. Nó cũng được sử dụng để chuẩn bị các ether enol và các nhóm chức liên quan.
Oxatriquinan và oxatriquinacen là các ion oxonium ổn định khác thường, được mô tả lần đầu tiên vào năm 2008. Oxatriquinan không phản ứng với nước sôi hoặc với rượu, thiol, ion halogenur hoặc amin, mặc dù nó phản ứng với các tác nhân thân hạch mạnh hơn như hydroxide, cyanide và azide.

## Các ion oxocarbenium
Một loại ion oxonium khác gặp trong hóa học hữu cơ là các ion oxocarbenium, thu được từ proton hóa hoặc kiềm hóa của một nhóm carbonyl, vd R-C =  -R 'mà tạo thành một cấu trúc cộng hưởng với đầy đủ chính thức carbocation R  -O-R' và do đó đặc biệt ổn định: